# Onoba moreleti
Onoba moreleti is een slakkensoort uit de familie van de Rissoidae. De wetenschappelijke naam van de soort is voor het eerst geldig gepubliceerd in 1889 door Dautzenberg.  De soort is vernoemd naar de Franse malacoloog Pierre Marie Arthur Morelet.